# Jedrske sile
Jedrske sile so države, ki posedujejo jedrsko orožje. Pogodba o neširjenju jedrskega orožja kot jedrske sile obravnava le 5 držav, ki so izdelale in preizkusile jedrsko orožje pred 1. januarjem 1967 (tj. Združene države Amerike, Sovjetska zveza, Francija, Združeno kraljestvo in Ljudska republika Kitajska), čeprav se k jedrskim silam prištevajo tudi druge države, ki so jedrsko orožje razvile kasneje (npr. Indija, Pakistan in domnevno Severna Koreja ter Izrael).